# 同人音樂
同人音樂是業餘的個人或同人社團所製作的音樂製品，如歌曲唱片、歌曲音像檔案，為同人文化的產物。主要在同人誌販售會或相關店家公開、販售。

## 概要
同人音樂大致可分為以下三類：
- 重新編曲

將電玩遊戲等既存作品的音樂施以獨自的編曲後發表。為遵守著作權法行二次創作，此類作品需經由原作者的同意，或者是在原作者訂下的二次創作規則的範圍內才能進行發表。
- 原創樂曲
- 印象曲

以既存作品的印象為主題而作為該作品的二次創作物發表的原創樂曲
同人音樂與同人詞的指涉範圍有重疊之處。一般來說，着重於填詞上的作品，稱為同人詞，歌曲可使用原裝音樂或上述任何類型的同人音樂。而稱為同人音樂的作品，則着重於其編曲或作曲。但同人音樂一詞廣義使用時，亦常包括同人詞作品。
另外，同人音樂和同人遊戲的親和性高，在同人遊戲的樂曲提供或原聲帶的作成上經常有合作的活動。在同人廣播劇中也可以包含同人音樂的使用。

## 與其他音樂創作的異同
同人音樂主要是對由公司出品的商業音樂的區別，同時多數也代表它與ACG文化相關。
雖然獨立音樂與同人音樂的活動內容有重疊、易混淆之處，但同人音樂為同人活動，並不是以賺取利益或商業出道為目的。作品的取得、同好的交流方式等和獨立音樂也有所不同。
曾有人以商業音樂像是在講話，而同人音樂像是在說故事的方式來形容同人音樂與商業音樂的差別，雖然這只是私人所使用的說法，卻可以完整的解釋同人與商業音樂中旋律與歌詞的差異性。